# Hans Adler (Germanist)
Hans Adler (* 1. Oktober 1944) ist ein deutscher Germanist.

## Leben
Nach dem Abitur 1965 am Hermann-Böse-Gymnasium studierte er von 1967 bis 1969 an der FU Berlin Deutsche Sprache und Literatur, Philosophie, Pädagogik, Französische Sprache und Literatur, von 1969 bis 1970 an der Université de Nantes Deutsche Sprache und Literatur und von bis 1978 an der Ruhr-Universität Bochum Deutsche Literatur und Linguistik, Philosophie, Pädagogik, Französische Sprache und Literatur. Nach der Promotion Soziale Romane im Vormärz 1978 in Bochum zum Dr. phil. summa cum laude Rigorosum in Linguistik, Germanistik, Philosophie, war er dort von 1978 bis 1990 wissenschaftlicher Assistent. Nach der Habilitation Die Prägnanz des Dunklen. Gnoseologie – Ästhetik – Geschichtsphilosophie bei Johann Gottfried Herder 1987 lehrte er von 1992 bis 2019 als Professor an der University of Wisconsin–Madison. Im Jahr 2013 wurde Hans Adler mit einer Senior Fellowship des Zukunftskollegs der Universität Konstanz ausgezeichnet.

## Schriften (Auswahl)
- Soziale Romane im Vormärz. München 1980, ISBN 3-7705-1852-7.
- Die Prägnanz des Dunklen. Gnoseologie – Ästhetik – Geschichtsphilosophie bei Johann Gottfried Herder. Hamburg 1990, ISBN 3-7873-0961-6.
- als Herausgeber: Synästhesie. Interferenz – Transfer – Synthese der Sinne. Würzburg 2002, ISBN 3-8260-2244-0.
- als Herausgeber mit Sabine Gross: Anschauung und Anschaulichkeit. Visualisierung im Wahrnehmen, Denken und Lesen. Paderborn 2016, ISBN 3-7705-5933-9.